# Маслов, Владимир Петрович (футболист)
Владимир Петрович Маслов (28 февраля 1955) — советский футболист, защитник. Ведущий игрок обороны «Крыльев Советов» 1980—х годов.

## Карьера
В 12 лет начал играть в куйбышевском клубе «Восход» у Владимира Замятина. В 1973 году восемнадцатилетний Владимир попал в дубль куйбышевских «Крыльев» которыми руководил Виктор Кирш. Затем служба в хабаровском СКА. В 1977 году бывший игрок «Крыльев» Николай Горшков уезжает тренировать ижевский «Зенит» и берет с собой Маслова. С 1977 по 1982 год Маслов сыграл за «Зенит» во Второй лиге 217 матчей. В 1983 году руководство «Крыльев Советов» решает поднять команду из Второй лиги для чего тренеру Геннадию Сарычеву перевели из Ижевска опытных Маслова и Развеева. В 1983 стал чемпионом РСФСР. В 1984 и 1986 годах «Крыльям» удавалось выйти в Первую лигу, а Маслов сыграл в Первой лиге 29 матчей в 1985 году и 41 в 1987.
В Кубке СССР 1988/1989 сыграл 3 матча и дошёл до 1/16, где «Крылья» проиграли ленинградскому «Зениту».
В 1988 завершил игровую карьеру. В 1989 тренировал Куйбышевский ШВСМ-СКА. В 1992—1993 был играющим тренером кротовской «Зари». В 1994—1995 вернулся в ШВСМ-СКА, которое теперь называлось СКД. С 2008 тренер «Нефтяника» из Бугуруслана.

## Достижения
- 1983 — чемпион РСФСР
- В 2009 получил звание Заслуженный ветеран ФК «Крылья Советов».